# Pteroptochos
Genre
Pteroptochos est un genre de passereaux de la famille des Rhinocryptidés. Il se trouve à l'état naturel en Amérique du Sud.

## Liste des espèces
Selon la classification de référence du Congrès ornithologique international (version 6.4, 2016) :
- Pteroptochos castaneus — Tapacule à gorge brune, Tourco à gorge marron (Philippi & Landbeck, 1864)
- Pteroptochos tarnii — Tapacule à gorge noire, Tourco à gorge noire, Tourco huet-huet (King, PP, 1831)
- Pteroptochos megapodius — Tapacule à moustaches, Tourco à moustaches, Tourco roux (Kittlitz, 1830)
  - Pteroptochos megapodius atacamae (Philippi Bañados, 1946)
  - Pteroptochos megapodius megapodius (Kittlitz, 1830)